# Jul (rappeur)
Pour les articles homonymes, voir Jul.
Ne doit pas être confondu avec Jul (auteur).
Jul (/dʒul/), est un rappeur, chanteur et auteur-compositeur-interprète français, né Julien Mari le 14 janvier 1990 dans le 5e arrondissement de Marseille.
Il publie son premier single, Sort le cross volé, en novembre 2013. En février 2014 suit un album entier, Dans ma paranoïa, le premier d'une série prolifique : deux albums complets par an depuis le début de sa carrière, tous certifiés au moins disque de platine.
En 2015, Jul quitte le label Liga One Industry à la suite de désaccords financiers et fonde son propre label indépendant, D'or et de platine. En 2017, il reçoit la récompense du meilleur album de musique urbaine aux 32es Victoires de la musique pour l'album My World.
En février 2020, il devient le plus gros vendeur de disques de l'histoire du rap français avec plus de quatre millions d'albums vendus à seulement 30 ans, et en six ans de carrière.

## Biographie

### Débuts

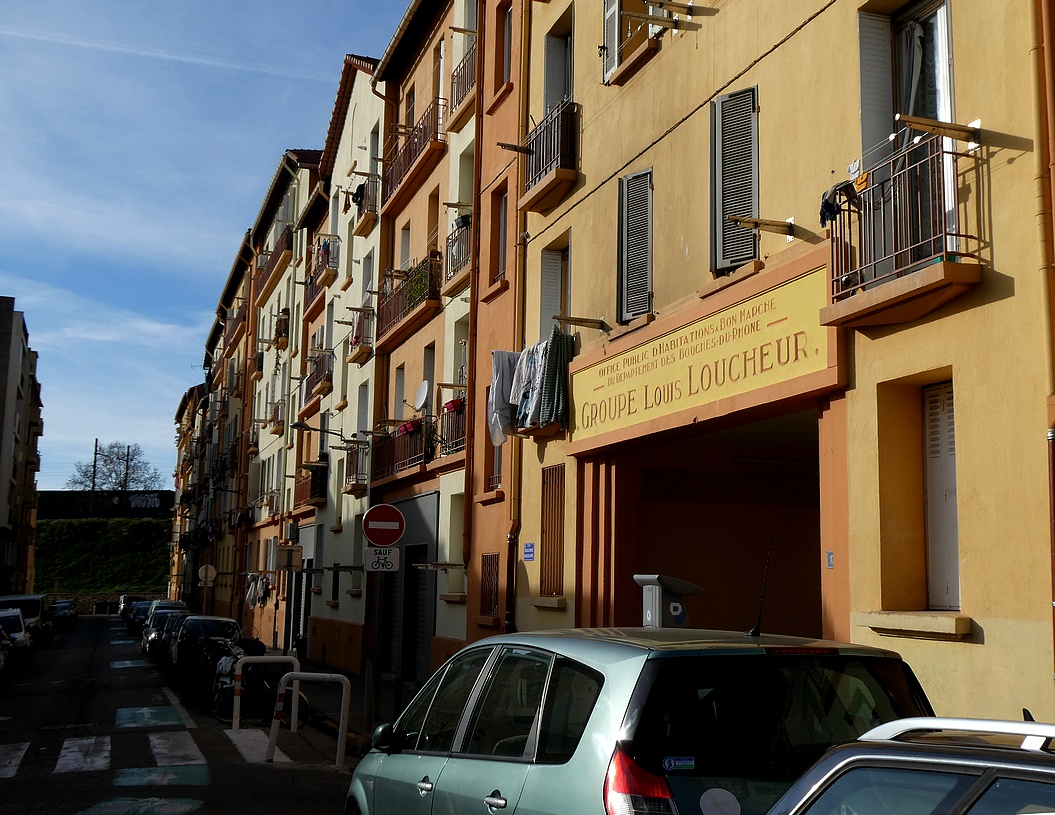
Le groupe HLM Louis-Loucheur

Julien Mari est originaire de la cité Louis-Loucheur du quartier Saint-Pierre de Marseille. La famille de son père est originaire de Cargèse en Corse. Il commence à rapper dès l'âge de 12 ans. De 14 à 16 ans, il fréquente la Commanderie, le centre d'entraînement de l'Olympique de Marseille qu'une blessure le contraint à quitter,,.
À 17 ans, il est renvoyé de son établissement où il effectue un BEP vente après trois mois de cours et commence à enchaîner des petits boulots puis à travailler avec son père dans des chantiers de construction de piscines,. Sa première paie lui sert à s'offrir un microphone et une carte son, tandis qu'un ordinateur lui a été fourni à son entrée au lycée. Il tient un an dans les chantiers avant d'arrêter, « traumatisé », et de se lancer à plein temps dans la musique.
Il se met alors à produire des chansons sous le nom de « Juliano 135 », en recopiant des instrumentaux d'autres artistes, puis en chantant dessus. De ce fait, il est rapidement repéré par le label marseillais Liga One Industry,. Adoptant le pseudonyme « Jul », il rejoint le groupe Ghetto Phénomène avec Veazy, Houari, Friz et Bil-K, tout en continuant à produire des chansons en solo.

### Gain de notoriété avec Liga One Industry (2014-2015)

#### Dans ma paranoïa: début du succès (2014)
En novembre 2013, il sort son premier single, Sort le cross volé, qui le fait connaître dans l'univers du hip-hop français. La chanson est intégrée comme premier extrait de son premier album, Dans ma paranoïa, sorti le 24 février 2014. L'album est aujourd'hui certifié disque de platine.

#### LacrizeomicetJe trouve pas le sommeil(2014)
En juin 2014, Jul publie Lacrizeomic, un street album qui atteint la quatrième place des classements français et la 69e place des classements belges,,. L'album deviendra disque d'or. Le même mois, son manager, Karim Tir, est assassiné par balles à Asnières-sur-Seine.
Le 8 décembre 2014, Jul publie son deuxième album complet, Je trouve pas le sommeil. Cet album contient les titres Señora, Nique-le ou encore Je trouve pas le sommeil. Jul y collabore avec Mister You, Le Rat Luciano, Cheb Khalass, Simo et d'autres membres de son label, Liga One. L'album est certifié disque de platine.

#### Album gratuit,Je tourne en rondet départ de Liga One Industry (2015)
En février 2015, il sort un album gratuit. Son troisième album, intitulé Je tourne en rond, est publié le 8 juin 2015. En deux semaines, l'album est certifié disque d'or et est aujourd'hui double disque de platine.
Quelques jours après la sortie de cet album, Jul annonce avoir quitté son label Liga One, qui ne lui aurait pas versé d'argent sur la vente de ses albums et de ses t-shirts. Le label supprime alors sa page Facebook, qui est son unique moyen de communication puisqu'il refuse les interviews et n'utilise pas d'autres réseaux sociaux, et sa chaîne YouTube. Jul recrée alors une page Facebook, sur laquelle il annonce qu'il a préparé un nouvel album dont il publiera une chanson par jour. La première de ces chansons est Je perds mon self-contrôle, qui sort le 21 août 2015. En septembre, Liga One publie une vingtaine de morceaux inédits de Jul.
Dans ses premiers albums, on[Qui ?] peut remarquer qu'il y a très peu de producteurs auprès de Jul, il est le seul beatmaker[source secondaire nécessaire].

### Avec D'or et de platine (depuis 2015)

Logo du label D'Or et de Platine.

En octobre 2015, Jul annonce la création de son nouveau label, D'or et de platine, et publie quelques chansons pour accompagner l'annonce. Le nom du label viendrait des récompenses qu'il a reçues pour ses albums.

#### My World, réédition etAlbum Gratuit Vol. 1(2015-2016)
Le 4 décembre 2015, Jul sort son quatrième album, intitulé My World. Une des chansons de l'album est une reprise de Barbie Girl de Aqua.
En trois jours, l'album est disque d'or. En trois semaines, l'album comptabilise 115 000 ventes et est donc certifié disque de platine. En février 2016, l'album passe double disque de platine avec plus de 200 000 ventes et dans le même temps, Jul fait sa première apparition à la télévision dans la Fête de la chanson française sur France 2 où il interprète son titre My World. Le 4 mars 2016, il sort la réédition de l'album.
Le 1er avril 2016, il sort son Album gratuit Vol. 1 qui contient pas moins de trente chansons. Il sera certifié disque de platine.
En février 2017, il reçoit la récompense du meilleur album de musique urbaine aux 32e Victoires de la musique pour l'album My World. En juin 2017, l'album devient disque de diamant en atteignant les 500 000 ventes.

#### Émotions,Album gratuit Vol. 2etL'Ovni(2016)
Le cinquième album studio de Jul est Émotions, sorti le 24 juin 2016. Il contient notamment les tubes Mon bijou et La classe certifiés single de diamant,, ou encore Toujours la dalle. En une semaine, l'album s'écoule à 40 370 exemplaires. L'album devient disque d'or une semaine plus tard, soit deux semaines après sa sortie, puis devient disque de platine début septembre. L'album est certifié triple disque de platine en février 2017 et obtient la certification disque de diamant en octobre 2023.
En septembre 2016, il sort son Album gratuit Vol. 2 qui contient une quinzaine de chansons dont notamment J'aime, On détale ou encore Tchikita. Son clip, Tchikita sera certifié single de diamant et vu plus de 310 millions de fois sur YouTube en janvier 2024.
Son album suivant, L'Ovni, sort le 2 décembre 2016. Il devient disque d'or en une semaine avec 72 314 exemplaires écoulés (signant le meilleur démarrage de la carrière de Jul), puis devient disque de platine en moins de deux semaines en atteignant les 100 000 ventes,. En décembre 2016, Jul fait sa première tournée de concerts, L'Ovni Tour, dont au Zénith de Paris où il invite les animateurs Cyril Hanouna et Cauet à monter sur scène avec lui. L'album passe double disque de platine début janvier 2017. En mars 2017, il est certifié triple disque de platine. L'album est certifié disque de diamant en juin 2022, soit cinq ans et demi après sa sortie. Il s'agit du deuxième disque de diamant dans la carrière de Jul après My World.

#### Album gratuit Vol. 3etJe ne me vois pas briller(2017)
En mars 2017, il publie son Album gratuit Vol. 3 qui contient une quinzaine de titres dont Imagine, Lacrizeotiek ou encore Drôle de vie.
Trois mois après l'album gratuit, il sort l'album Je ne me vois pas briller le 30 juin 2017 qui contient les titres Saoûlé, Ça rêve ou encore Ma Jolie dont le titre sera certifié single de diamant et le clip comptabilise plus de 185 millions de vues en janvier 2024.
L'album devient disque d'or en dix jours et disque de platine en un mois. L'album devient triple disque de platine.

#### Album gratuit Vol. 4,La tête dans les nuageset pause (2017-2018)
En septembre 2017, il sort son Album gratuit Vol. 4 qui contient notamment les tubes Je lève la moto, En crabe ou encore Parfum quartier.
L'album La tête dans les nuages sort le 1er décembre 2017. Après sa sortie, Jul décide de faire une pause dans ses sorties d'albums afin de produire un jeune rappeur de sa cité nommé Moubarak. La pause dans la production de Jul est la plus longue depuis le début de sa carrière : six mois sans nouvelle chanson.
Niveau commercial, l'album est certifié disque de platine moins d'un mois après sa sortie. Il devient double disque de platine en mars 2018, puis triple disque de platine en août 2022. Avec ce nouveau triple disque de platine, Jul en cumule huit au total. Il est l'artiste ayant le plus de triple disque de platine dans l'histoire de la musique française, à égalité avec Johnny Hallyday, Mylène Farmer et Jean-Jacques Goldman.

#### Inspi d'ailleursetLa Zone en personne(2018)
Le 14 juin 2018, Jul annonce son retour avec un nouvel album intitulé Inspi d'ailleurs. Le lendemain, il sort deux clips à la suite, Inspi d'ailleurs et Fais moi la passe. L'album contient 22 titres, dont des collaborations avec Soprano, Alonzo, Shay et Sofiane. L'album sort le 29 juin et est certifié disque d'or deux semaines après sa sortie puis disque de platine à la mi-août soit un peu moins de deux mois après sa sortie. En décembre 2020, soit deux ans et demi après sa sortie, l'album est certifié double disque de platine.
En octobre 2018, Jul annonce la sortie de l'album La Zone en personne dont la publication est prévue le 7 décembre 2018. L'album devient disque d'or en une semaine, disque de platine en trois semaines puis double disque de platine en juillet 2019. En décembre 2021, soit trois ans après sa sortie, il est certifié triple disque de platine.

#### Album gratuit Vol. 5,Rien 100 Rien(2019)
Le 1er mars 2019, il publie son Album gratuit Vol. 5 sur YouTube, dont le premier titre est Pocahontas. L'album compte au total dix-sept chansons.
Le 14 juin 2019, Jul sort l'album Rien 100 rien et il fête la sortie de cet album avec ses fans au Stade Vélodrome le 13 juin (la veille de la sortie de l'album). La séance de dédicace est organisée par son distributeur Believe et par la plate-forme française de streaming Deezer. L'album devient disque d'or en deux semaines avec plus de 50 000 ventes, puis disque de platine fin juillet. Fin septembre, Jul atteint les 2 milliards de vues sur sa chaîne YouTube. Le 4 octobre, il sort la réédition avec sept nouvelles musiques. Une semaine après la sortie de la réédition, l'album s'écoule à 7 265 exemplaires, ce qui fait un total de 156 578 ventes. Fin octobre, il dévoile sa propre application qui atteint plus de 200 000 téléchargements en quelques jours. En janvier 2020, l'album Rien 100 Rien est certifié double disque de platine. En octobre 2021, soit près de deux ans et demi après sa sortie, l'album est certifié triple disque de platine en atteignant le cap des 300 000 exemplaires vendus. Il s'agit du cinquième triple disque de platine de la carrière de Jul, un record dans le rap français.

#### Tournée,C'est pas des LOLet record de vente (2019-2020)
Le 6 novembre, il dévoile la pochette ainsi que le nom de son nouvel album C'est pas des LOL prévu pour le 6 décembre. Le 8 novembre, il entame une tournée à travers l'hexagone en commençant par l'Arkéa Arena de Bordeaux, puis passant par le Zénith de Toulouse et la Halle Tony Garnier à Lyon. Le lendemain, il se rend à l'AccorHotels Arena mais le concert est perturbé par des incidents à la suite de l'intrusion dans la salle de plusieurs personnes (des prétendus fans du PSG) venues attaquer des spectateurs,.
Le 6 décembre, il publie l'album C'est pas des LOL puis le clip Beuh magique sur YouTube. Dans le même temps, il bat le record du plus long freestyle sur la radio Skyrock. Deux semaines après sa sortie, l'album est certifié disque d'or en atteignant le cap des 50 000 ventes. Fin décembre, Jul atteint la barre des trois millions de ventes, il s'agit du deuxième rappeur français à atteindre ce chiffre après MC Solaar,,,. Dans le même temps, on apprend que Jul est l'artiste le plus écouté de la décennie en France sur la plateforme de streaming Spotify.
En janvier 2020, l'album est certifié disque de platine en atteignant le cap des 100 000 ventes.
Début mai 2021, l'album est certifié double disque de platine. Il s'agit du douzième double disque de platine de sa carrière. Il est le deuxième artiste de l'histoire de la musique en France à posséder autant d'albums certifiés double platine, à égalité avec Francis Cabrel et Mylène Farmer et derrière Johnny Hallyday.
Le 17 février 2020, Jul affirme dans une vidéo sur son compte Instagram être devenu le plus gros vendeur de l'histoire du rap français avec plus de quatre millions d'albums vendus. Il est également le deuxième plus gros vendeur de la décennie en France derrière Johnny Hallyday. Dans la même vidéo, il indique que son concert au Stade Vélodrome le 6 juin 2020 est complet. En mars 2020, il annonce le report de ce concert, en raison de la pandémie de Covid-19. Quelques semaines plus tard, le rappeur annonce mettre ses disques de certifications aux enchères afin de récolter de l'argent pour les hôpitaux pour lutter contre le Covid-19. L'initiative enjoint d'autres artistes à participer à cette vente comme Orelsan, Oxmo Puccino, le vidéaste Mister V ou encore Kalash Criminel qui mettra en vente sa cagoule. Les enchères sont organisées par l'Hôtel des ventes Drouot, et les ventes atteindront plus de 300 000 euros.

#### La Machine,13'OrganiséetLoin du monde(2020)
Quelques jours plus tard, le 26 mars, il sort un morceau inédit intitulé Sousou, son premier titre de l'année 2020. Le 29 avril, sur son compte Instagram, il annonce le nom et la date de sortie de son prochain album La Machine dont la sortie est prévue pour le 19 juin,. Le 9 mai, il dévoile le clip Fait d'or, deuxième extrait (après Sousou) de son prochain album. Le 13 mai, il annonce que La Machine sera un double album. Le 26 mai, il dévoile la tracklist de l'album, suivi du clip de Folie le lendemain, titre inspiré de la chanson Nuit de folie. Le 19 juin, il sort l'album La Machine et le clip Italia sur YouTube, qui atteindra plus de 9 millions de vues en une semaine,. Une semaine après sa sortie, l'album s'écoule à 42 246 exemplaires. Le 29 juin, l'album est certifié disque d'or, soit dix jours après sa sortie. L'album devient disque de platine début août. En juillet 2021, soit un an et un mois après sa sortie, l'album La Machine est certifié double disque de platine en dépassant la barre des 200 000 exemplaires vendus, il s'agit du treizième double disque de platine de Jul, prenant seul la seconde place devant Mylène Farmer et Francis Cabrel avec douze double platine, et à deux longueurs du record absolu en France détenu par Johnny Hallyday avec quinze double disque de platine,.
En 2020, Jul réfléchit à une collaboration de grande ampleur entre les rappeurs de Marseille. Il annonce par la suite le projet 13'Organisé, un projet « 100% Marseillais », regroupant de nombreux rappeurs de la ville toutes générations confondues. Ce projet sort sur son nouveau label Rien 100 Rien aux côtés de SCH, Naps, Alonzo, Soso Maness, Kofs, L'Algérino ou encore les groupes IAM, Fonky Family et Ghetto Phénomène, et dont la sortie est annoncée pour le 9 octobre 2020,.
Le 15 août 2020, il sort le clip Bande organisée avec SCH, Kofs, Naps, Soso Maness, Elams, Houari et Solda, qui est visionné plus de 7 millions de fois en seulement quatre jours et qui rentre dans le Top 200 puis dans le Top 100 mondial de la plateforme Spotify. Le titre devient également le single de platine et le single de diamant le plus rapide de l'histoire de la musique française,. Le titre bat également le record du titre qui atteint le plus rapidement les 100 millions de vues sur YouTube. L'album est certifié disque d'or deux semaines après sa sortie.
Début décembre 2020, le titre est certifié double single de diamant avec 100 millions de streams, ce qui constitue un record de rapidité de certification dans l'histoire de la musique française. À la même période, le clip passe le cap des 200 millions de vues, ce qui en fait le clip qui atteint ce palier le plus rapidement dans l'histoire de la musique en France. L'album est certifié disque de platine le 8 décembre, soit 59 jours après sa sortie.
Début novembre, il annonce à ses fans le nom de son prochain album Loin du monde, et leur demande de réaliser la pochette. Le 22 novembre 2020, il annonce finalement avoir sélectionné trois pochettes en suivant les avis des internautes : une pour la couverture, une pour la liste des pistes et une pour l'intérieur de la version physique de l'album.
Début décembre, un morceau de Jul fuite. Il s'agit d'une reprise du titre Beat It de Michael Jackson. Le 10 décembre 2020, il dévoile, en featuring avec SCH, le clip M*ther F**k. Le 13 décembre 2020, il dévoile la tracklist de l'album contenant des featurings avec notamment SCH, Alonzo, Naps, Le Rat Luciano, L'Algerino ou encore Wejdene.
L'album est certifié disque d'or fin décembre 2020 avant d'être certifié platine en février 2021, soit deux mois après sa sortie. Il s'agit du quinzième disque de platine de sa carrière, un record dans le rap français. Il sera ensuite certifié double disque de platine en mai 2022, soit un an et sept mois après sa sortie.
Jul termine numéro un des ventes de l'année 2020 en France.

#### Album Gratuit Vol. 6etDemain ça ira(2021)
Le 26 février 2021, il sort sur sa chaîne YouTube sept titres de l’Album Gratuit Vol. 6, en guise de première partie[source insuffisante]. Il sort notamment le titre C’est ça la vie, un son datant de 2016 qu’il avait gardé sur une clé USB et dont il avait annoncé la sortie quelques semaines auparavant sur Instagram. Le titre Carré d’as réalise 4 millions de vues en une semaine. Le 5 mars, il dévoile la deuxième partie de l'album avec sept titres supplémentaires.
Fin mars, il collabore avec Alonzo et Naps sur le single La Seleção, extrait de la double mixtape d'Alonzo Capo dei Capi Volume 2 et 3. Début avril, il collabore avec Gims et SCH sur le titre GJS. Le même mois, Jul cumule plus de 2,5 milliards de streams sur la plateforme Spotify, ce qui en fait le rappeur francophone le plus streamé de l'histoire de la plateforme. À la mi-mai, il collabore avec SCH et L'Algerino sur le single Sapapaya de ce dernier. Quelques jours plus tard, il dévoile le titre Irréversible, sous le label OM Records. Premier extrait de la prochaine compilation d'artistes marseillais Vendredi 13, dont la publication est prévue pour le 2 juillet. Il atteint également la barre des 3 milliards de vues sur YouTube.
Début juin, il annonce la sortie de son quinzième album studio Demain ça ira, prévu pour le 25 juin, avec comme premier single Alors la zone. Le 17 juin, il dévoile la tracklist de l'album, qui contient dix-huit pistes dont deux featurings, avec Naps et Nordo.
Le lendemain, il sort le clip de Je n'ai pas que des potes sur YouTube, quelques heures après avoir dévoilé le titre sur les plateformes de streaming. Le 24 juin, soit la veille de la sortie de l'album, il sort le clip Le Bouton, suivi du clip Pic et Pic, alcool et drame le 4 juillet. Le 9 juillet, l'album est certifié disque d'or, soit deux semaines après sa sortie, puis certifié disque de platine le 10 août. Il s'agit de son 17e disque de platine, ce qui lui permet de se classer derrière Johnny Hallyday (30 disques) et à égalité avec Francis Cabrel. Début septembre, Jul annonce qu'il se produira au Stade Vélodrome le 13 octobre, lors d'un match caritatif afin de récolter de l'argent pour les enfants de Côte d'Ivoire. Didier Drogba, Djibril Cissé, Tony Parker, Teddy Riner, Samir Nasri ou encore Matt Pokora entre autres seront également présents lors de cette rencontre. Bien qu'il n'ait pas marqué lors de cette rencontre, il s'illustre avec un geste technique sur Éric Abidal et une reprise de volée.

#### Le Classico OrganiséetIndépendance(2021)
Le 21 septembre 2021, Jul annonce le projet collectif Le Classico organisé. La sortie de la compilation est prévue pour le 5 novembre et comptera plus de 150 rappeurs au total. Le 22 octobre, il sort en guise de premier extrait du projet le clip Loi de la calle avec Lacrim, Alonzo, Mister You, Niro, Kofs, Le Rat Luciano et DA Uzi. Le titre réalise plus de 521 000 streams en 24h sur Spotify. Deux semaines après sa sortie, l'album est certifié disque d'or.
Le 29 novembre, il annonce sur ses réseaux sociaux la sortie de son prochain album Indépendance, dont la publication est prévue pour le 10 décembre. Un projet composé de 23 titres dont 5 collaborations avec Naps, Morad, Gips, Moubarak et Houari.
Il termine l'année 2021 en étant le meilleur vendeur du rap français, avec près de 750 000 albums écoulés. Au total, sur l'ensemble de ses albums, il cumule près de 5,5 millions d'albums vendus.
Dans le même temps, les albums Le Classico organisé et Indépendance sont respectivement certifiés disque de platine et disque d'or. Courant février 2022, l'album Indépendance est certifié double disque de platine.

#### Extraterrestre, concert au Stade Vélodrome etCœur blanc(2022)
Le 6 mai 2022, Jul annonce la sortie de son nouvel album Extraterrestre pour le 3 juin 2022, et dévoile dans la foulée un premier single intitulé Ça tourne dans ma tête. Le 3 juin, jour de la sortie de l'album, Jul publie les clips de toutes les chansons d'Extraterrestre. Le lendemain, il se produit au Stade Vélodrome. L'album est certifié disque d'or huit jours après sa sortie, puis double disque de platine fin décembre 2022,.
Le 8 novembre 2022, Jul annonce la sortie de son nouvel album Cœur blanc pour le 9 décembre 2022. Il s'agira d'un double-album. Le 8 décembre 2022, la veille de la sortie de son 26e album, il organise avec Deezer un concert au Dôme de Marseille. Afin de pouvoir assister à ce concert, il fallait participer à un concours sur l'application de streaming Deezer. Le 15 décembre 2022, l'album est certifié disque d'or. Début janvier 2023, l'album est certifié disque de platine.

#### Partenariat avec l'Olympique de Marseille,C'est quand qu'il s'éteint?etLa route est longue(2023)
Le 12 janvier 2023, l'Olympique de Marseille annonce un partenariat entre le club phocéen et le label D'or et de platine de Jul jusqu'à la fin de la saison 2022-2023.
Le 14 mai 2023, à la fin du match OM-Angers au Stade Vélodrome, Jul annonce la sortie de son album C'est quand qu'il s'éteint pour le 9 juin 2023. Bien que n’ayant pas pour habitude de véhiculer des messages politiques dans ses textes, Jul exprime dans son titre Entraînement son désaccord avec la réforme des retraites qui repousse de deux ans l'âge légal de départ et accuse le gouvernement d'Emmanuel Macron de ne pas respecter le peuple.
L'album s'écoule à 38 997 exemplaires une semaine après sa sortie, puis il est certifié disque de platine fin juillet, soit un mois et demi après sa sortie.
Le 8 décembre 2023, Jul sort son vingtième album studio intitulé La route est longue. Un album composé de 23 titres dont 5 featurings. Une semaine après sa sortie, l'album s'écoule à 55 767 exemplaires, Jul décroche ainsi le disque d'or. Il signe également le meilleur démarrage de l'année dans le rap français et le deuxième tout genres confondus en France. Il s'agit également du troisième meilleur démarrage de sa carrière, derrière les albums L'Ovni et My World. Trois semaines après sa sortie, le 28 décembre, l'album est certifié disque de platine.

#### DécennieetMise à jour(2024-...)
Un mois et demi après la sortie de son dernier album La route est longue, Jul annonce un nouvel album nommé Décennie, pour le 19 janvier 2024 afin de célébrer ses dix ans de carrière. L'album est composé de 23 titres dont plusieurs featurings, avec notamment Rim'K, Le Rat Luciano, ZKR, SCH ou encore Alonzo. Une semaine après sa sortie, l'album s'écoule à 24 351 exemplaires. Un mois après sa sortie, il est certifié disque d'or.
Jul, a réalisé un nouvel exploit en vendant rapidement toutes les places disponibles pour son premier concert au Stade de France, soit 80 000 billets, ainsi que pour son spectacle au Stade Vélodrome, où 60 000 billets ont trouvé preneurs dès l'ouverture de la billetterie, comme l'a confirmé son équipe dans un communiqué. Ces performances ont été annoncées après que l'artiste ait révélé sa programmation pour des concerts prévus les 26 avril et 24 mai 2025 dans ces lieux emblématiques de Paris et de Marseille.
Le 8 mai 2024, il est un porteur surprise de la flamme olympique à son arrivée à Marseille pour démarrer le relais ; c'est lui qui allume le chaudron, marquant symboliquement le lancement des Jeux olympiques d'été 2024.
Un mois plus tard, il publie son album Mise à jour, qui devient disque d'or en deux semaines.

## Processus créatif
Jul a, au fil des années, inventé un style musical. Ce propre style, qu'il a imposé dans le rap français, a grandement influencé ce dernier en tant que genre musical. En effet ce style particulier (appelé parfois « de la Jul » ou bien « type beat Jul » par les beatmakers) est repris et copié internationalement par des artistes tels que Naps, L'Algérino ou d'autres en France, 6ix9ine aux États-Unis, Morad en Espagne, Rhove en Italie, Elai en Suède, Feduk en Russie ou encore Boef aux Pays-Bas,.
Plus précisément, le rythme (ou beat) le plus repris créé par l'artiste est celui présent dans Au quartier issu de son premier album Dans ma paranoïa de 2014.
Une chanson lui prend trois ou quatre heures d'enregistrement : d'abord, il crée la piste instrumentale à l'aide du logiciel Pro Tools, puis il écrit ses paroles et chante sur l'accompagnement. Il tourne la grande majorité de ses clips dans son quartier d'origine, à Saint-Jean-du-Désert, ainsi que dans d'autres quartiers nord de la ville, et mobilise pour ce faire des habitants du quartier et ses amis d'enfance.
Ce style particulier se caractérise notamment par une insistance sur une mélodie dansante grâce à un beat saccadé, un niveau de battement par minute élevé ainsi que des basses hypertrophiées[source secondaire souhaitée].

### Influences
Les artistes ayant influencé Jul sont nombreux mais surtout diversifiés (de IAM à Michel Polnareff). Par ailleurs, sa musique porte également les traces d'influences de beaucoup de genres musicaux : le Raï dans Mon Bijou ou Tchikita (un parallèle peut être fait sur ce point entre Jul et le chantre du raï sentimental Cheb Hasni), le Hip-Hop, la variété française, l'Eurodance ou même le Punk rock.
JuL se définit comme un « rappeur-chanteur » très influencé par Future. Il utilise souvent l'Auto-Tune et fait tous ses accompagnements seul pendant l'ensemble de sa carrière.

## Accueil

### Team Jul

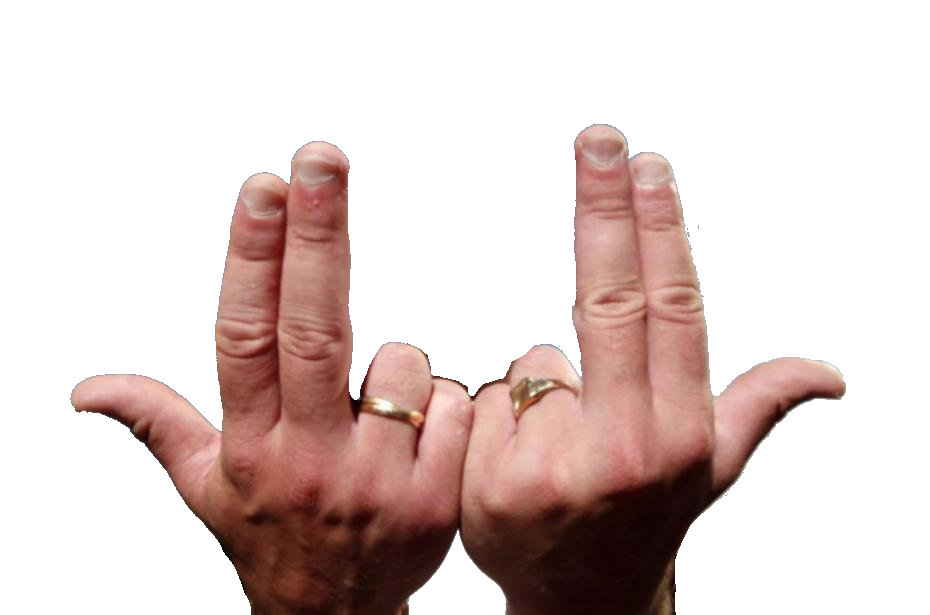
Représentation du signe Jul formant J-U-L avec les mains.

Le public de Jul, surnommé la « Team Jul » par l'artiste, reproduit souvent son signe de mains emblématique : un J fait avec la main gauche, le U formé par le creux des mains et un L avec la main droite. L'influence de ce signe est tel que pendant la campagne de l'élection présidentielle française de 2017, Philippe Poutou, Benoît Hamon et Alain Juppé ont été pris en photo faisant ce signe. De plus, sur le jeu vidéo FIFA 22, il est possible de faire le signe en célébrant un but.
Un autre signe de ralliement du groupe est le mot mercé, « merci » en occitan de Marseille, et systématiquement utilisé par l'artiste et ses fans.
En parallèle de sa production, Jul a l'habitude de publier un grand nombre de singles gratuits en streaming pour la « Team Jul » : on compte 6 albums gratuits en 2021 ainsi que des titres inédits, en plus des quelque 200 chansons de ses albums vendus. Il affirme produire ces opus gratuits pour remercier ses fans.

### Opinion d'artistes français
Jul compte autant d'admirateurs que de détracteurs. Faisant plusieurs millions de vues sur Internet avec ses chansons, ses albums se classent généralement très bien en termes de ventes. Il est soutenu par plusieurs rappeurs comme Soprano, Alonzo, L'Algérino, SCH, Naps, Soso Maness, Mister You, Gims, Shay ou encore Le Rat Luciano.
En 2015, peu avant la sortie de son album Nero Nemesis et celui de Jul My World (album de Jul) qui sortait le même jour, Booba avait déclaré que seul Jul pouvait surpasser les ventes de son album. Booba avait d'ailleurs réalisé le signe Jul en 2020.
En décembre 2016, Nekfeu a déclaré sur Jul : « J'aime bien ce qu'il fait, je trouve ça original, ça représente la rue. »
En mars 2019, Ninho a déclaré dans Rapelite que Jul « est un mec en or » et qu'il l'impressionne en studio, réalisant une instru pour une musique de son album en « vingt-cinq minutes ».
En mars 2020, Soolking déclare dans l'émission Clique que Jul, est pour lui, le meilleur mélodiste de France. Il déclare que malgré l'hyperactivité du rappeur, il réussit toujours à réaliser des hits. Il déclare également que Jul mérite amplement son titre de plus gros vendeur de disques de l'histoire du rap français.
Le rappeur Kofs estime pour sa part qu'il a révolutionné le rap par son « style nouveau » et que sa carrière dure dans le temps, contrairement à nombreux autres rappeurs qui ont simplement « fait effet de mode et sont repartis ».
En décembre 2021, Lacrim estime que Jul est le « Johnny Hallyday » du rap français et qu'il le « stimule ».

### Rapport aux médias
Jul refuse la grande majorité des interviews demandées, et l'accueil critique de ses albums est régulièrement très négatif. Son entourage et son avocat s'occupent de gérer les demandes et exigent qu'on leur fournisse les questions en avance, pour vérifier que l'interview n'a pas pour but de se moquer de son niveau d'instruction ou d'affaires polémiques. Trois sujets ne peuvent pas être abordés : son ancien label Liga One Industry, ses démêlés judiciaires, et son père.
Plutôt que de donner des interviews, Jul s'appuie sur les réseaux sociaux pour communiquer directement avec ses fans. Il se démarque par son orthographe très approximative, qui lui vaut les moqueries d'une partie des médias. Il affirme vouloir continuer à faire ces fautes même avec ces moqueries et malgré l'existence de correcteurs automatiques efficaces : « quand c'est trop bien écrit, ils savent que ce n'est pas moi ».

## Affaires judiciaires

### Mai 2017: mise en danger d'un policier
En mai 2017, Jul est convoqué par la police pour avoir cité le nom d'un policier de la direction centrale de la Sécurité publique des Bouches-du-Rhône dans sa chanson L'Hiver au quartier où il rappe « Fuck les banal' et [nom du policier] ». Jul supprime son titre d'Internet à la demande des enquêteurs. Le rappeur affirme également ne pas connaître le policier en question et ne pas avoir écrit ce passage, le morceau ayant été rédigé à quatre.

### Juillet 2017: tapage nocturne à Marseille

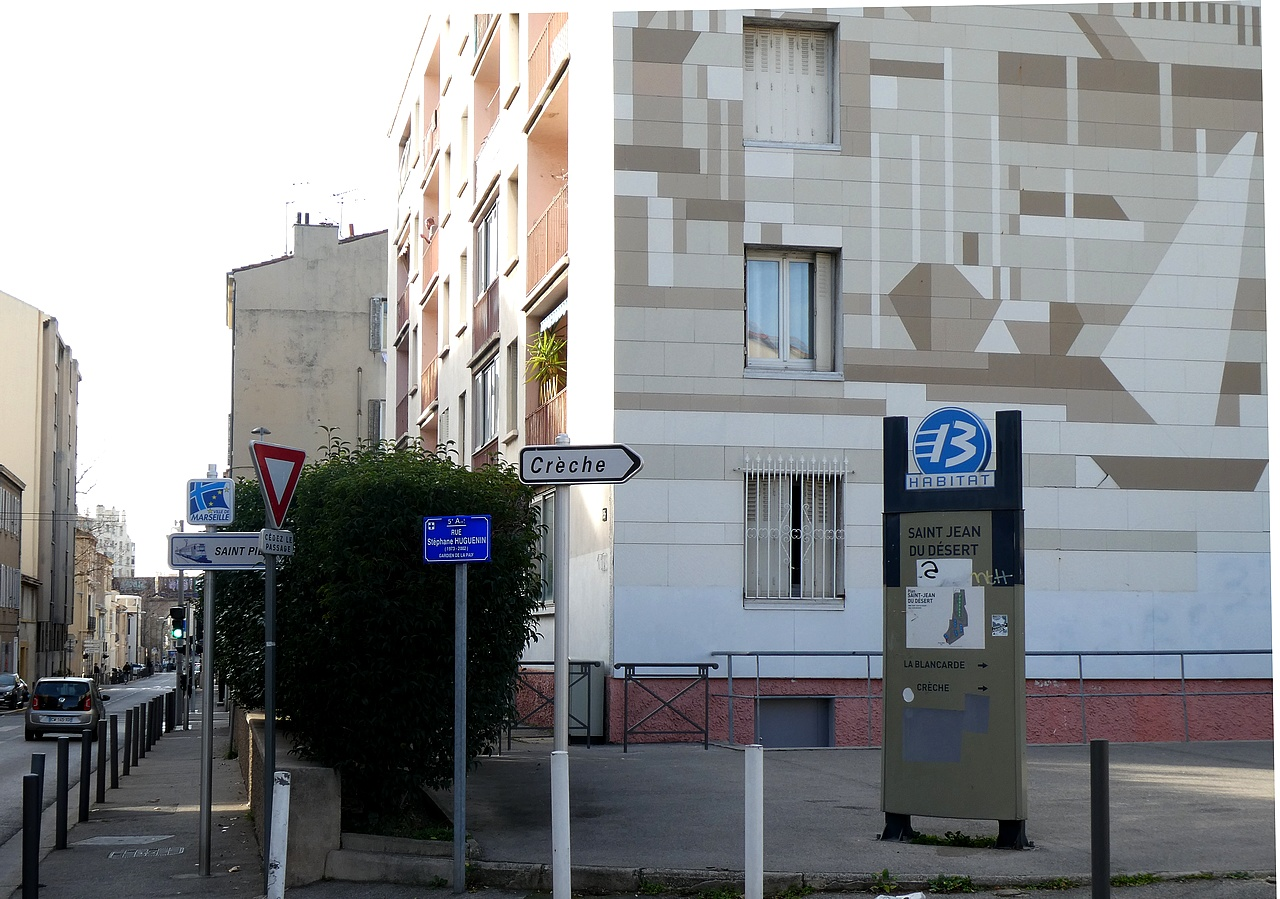
Le 135 chemin de Saint-Jean-du-Désert, épicentre des rassemblements bruyants de Jul et ses amis.

En juillet 2017, des habitants du quartier de Saint-Jean-du-Désert se plaignent des soirées organisées pour fêter les retours du rappeur dans la cité : ces soirées incluent des barbecues interdits, des bruits de scooters et de la musique à haut volume jusqu'à tard dans la nuit. Le maire du 3e secteur de Marseille, Bruno Gilles, rencontre Jul et lui propose de lui « prêter la Maison pour tous de Saint-Pierre quand il vient » à condition de ne pas troubler le sommeil des riverains et qu'il ne tourne plus de clips dans les rues du quartier. Le label de Jul répond aux critiques en disant qu'il n'y a « ni drogue ni violence » dans ces rassemblements : Jul a même signé des autographes à des policiers venus s'enquérir du tapage nocturne. Un membre du label critique les propos de Bruno Gilles, qui aurait déclaré « Avec les millions qu'il a, il ne peut pas les tourner ailleurs, ces clips sauvages ? ». La volonté affichée de Jul est d'offrir des produits dérivés aux enfants de la cité et de les rencontrer régulièrement « pour ne pas qu'ils tombent dans la délinquance », sans aucune communication de sa part auprès des médias.

### Octobre 2017: arrestation au volant
Le 22 octobre 2017, le chanteur est arrêté par la brigade anti-criminalité et placé en garde à vue à Marseille pour avoir conduit à 160 km/h avec un passager armé à bord d'une voiture de location sur l'A50, en direction de Marseille. Le passager, un jeune homme de 24 ans, a tenté de dissimuler un pistolet de calibre 9 mm et une petite quantité de haschich. Le 24 octobre, Jul publie une déclaration d'excuses à destination de ses fans sur ses comptes Facebook et Twitter, affirmant qu'il ne veut pas donner le mauvais exemple et qu'il apprend de ses erreurs. Cependant, son message est truffé de fautes d'orthographe, ce qui entraîne de nombreuses moqueries. Jul publie une réponse à ces remarques : « Je suis parti de rien sans savoir écrire bien et ça n'est pas ça qui m'a empêché d'écrire des tubes ». Le lendemain de l'affaire, il publie une chanson gratuite intitulée Mauvaise journée.

### Février 2023: flashé pour excès de vitesse
Le 4 février 2023, à bord d'une Audi RS4, le rappeur est flashé à 177 km/h au lieu de 130 km/h sur l’autoroute A51 entre Sisteron et Manosque, dans les Alpes-de-Haute-Provence. Le Marseillais, qui se serait montré « courtois » avec les militaires, est sanctionné d'une amende de 90 euros et de trois points en moins sur son permis.

## Discographie

### Albums studios
- 2014 : 
  - Dans ma paranoïa
  - Je trouve pas le sommeil
- 2015 : 
  - Je tourne en rond
  - My World
- 2016 : 
  - Émotions
  - L'Ovni
- 2017 : 
  - Je ne me vois pas briller
  - La Tête dans les nuages
- 2018 : 
  - Inspi d'ailleurs
  - La Zone en personne
- 2019 : 
  - Rien 100 Rien
  - C'est pas des LOL
- 2020 : 
  - La Machine
  - Loin du monde
- 2021 : 
  - Demain ça ira
  - Indépendance
- 2022 :
  - Extraterrestre
  - Cœur blanc
- 2023 :
  - C'est quand qu'il s'éteint ?
  - La route est longue
- 2024 : 
  - Décennie
  - Mise à jour
  - Inarrêtable

- 2025 : 
  - D&P à vie

## Prix et distinctions
Tout au long de sa carrière, Jul a obtenu :
- une Victoire de la musique dans la catégorie « Album de musique urbaine de l'année » pour My World lors de la 32e cérémonie des Victoires de la musique en 2017[195]
- un Deezer award en 2020[196]
- un Social Music Award en 2020[197]